# Sebastián Pena
Sebastián Diego Pena (Buenos Aires, Argentina; 3 de julio de 1976) es un exfutbolista y actual director técnico argentino. Jugaba como defensor. Actualmente está libre.
Empezó su carrera en Argentinos Juniors en 1994, con quien logró el ascenso a Primera División en la Primera B Nacional 1996-97. Luego pasó a River Plate, también jugó en Independiente, Chacarita Juniors (en la Primera B Nacional 2011-12 le tocó con este club), Atlas de México, Belgrano de Córdoba, Quilmes, Tiro Federal, Aldosivi de Mar del Plata y Villa Dálmine (con éste club logró ascender en 2014 a la B Nacional tras ganar el segundo ascenso por el Campeonato de Primera B Metro 2013-14). Debutó cómo director técnico en San Martín de Tucumán.
Es hijo de Hugo Pena, jugador de Argentinos Juniors, River Plate, Chacarita y San Lorenzo de Almagro, quien murió electrocutado en 1981. Ostenta un record internacional para un defensor, al haber convertido 3 goles de cabeza (2o, 3o y 4o) en Argentina 4 - Honduras 2 en el Mundial Sub-20 1995. 

## Clubes

### Como jugador
| Club                | País      | Año                 | Partidos jugados | Goles |
| ------------------- | --------- | ------------------- | ---------------- | ----- |
| Argentinos Juniors  | Argentina | 1994-1996/2000-2002 | 109              | 5     |
| Argentina Sub-20    | Argentina | 1995                | 12               | 3     |
| River Plate         | Argentina | 1996-1997           | 3                | 0     |
| Independiente       | Argentina | 1997-2000           | 51               | 4     |
| Chacarita Juniors   | Argentina | 2002-2004           | 75               | 10    |
| Atlas               | México    | 2004                | 5                | 0     |
| Belgrano de Córdoba | Argentina | 2005                | 14               | 1     |
| Quilmes             | Argentina | 2005-2006           | 26               | 0     |
| Tiro Federal        | Argentina | 2007                | 12               | 0     |
| Aldosivi            | Argentina | 2007-2011           | 142              | 11    |
| Chacarita Juniors   | Argentina | 2011-2013           | 61               | 4     |
| Villa Dálmine       | Argentina | 2013-2014           | 15               | 4     |

### Como entrenador
| Club                    | País                 | Año                  | PJ  | PG | PE | PP | GF | GC  | DG  | EF%    |
| ----------------------- | -------------------- | -------------------- | --- | -- | -- | -- | -- | --- | --- | ------ |
| San Martín de Tucumán   | Argentina            | 2015 - 2016          | 30  | 11 | 9  | 10 | 32 | 30  | +2  | 46.67% |
| Guaraní Antonio Franco  | Argentina            | 2016 - 2017          | 31  | 8  | 10 | 13 | 15 | 28  | -13 | 28.07% |
| Chacarita Juniors       | Argentina            | 2018                 | 16  | 2  | 3  | 11 | 14 | 27  | -13 | 20%    |
| Estudiantes de San Luis | Argentina            | 2021                 | 24  | 2  | 8  | 14 | 14 | 37  | -23 | 19.44% |
| Real Pilar              | Argentina            | 2023                 | 17  | 4  | 4  | 9  | 13 | 19  | -6  | 31.37% |
| Total en sus equipos    | Total en sus equipos | Total en sus equipos | 118 | 27 | 34 | 57 | 88 | 141 | -53 | 30.79% |

## Palmarés

### Campeonatos nacionales
| Título           | Club        | País      | Año    |
| ---------------- | ----------- | --------- | ------ |
| Primera División | River Plate | Argentina | A-1996 |

### Copas internacionales
| Título                        | Club                       | País  | Año  |
| ----------------------------- | -------------------------- | ----- | ---- |
| Copa Mundial de Fútbol sub-20 | Selección Argentina sub-20 | Catar | 1995 |

## Participaciones Internacionales
- Sudamericano Sub-20 en Bolivia 1995 (Subcampeón)
- Mundial Sub-20 Catar 1995 (Campeón)

| Partidos Jugados | Goles | Hattricks | Promedio de gol | Minutos jugados |
| ---------------- | ----- | --------- | --------------- | --------------- |
| 6                | 3     | 1         | 0,5             | 540             |